# مستشفى بيشا كلود برنارد
مستشفى بيشا كلود برنارد - Hôpital Bichat-Claude-Bernard ، هو مستشفى جامعي فرنسي يوجد في مدينة باريس في العنوان التالي: «46, rue Henri-Huchard dans le 18e arrondissement».